# Римська провінція
Провінція в Римській імперії (лат. provincia, мн.: лат. provinciae) — найбільша одиниця адміністративно-територіального поділу держави (до кінця III ст. н. е.) поза межами Італії. Спочатку римське поняття provincia означало завдання, обов'язок для управлінців з Риму. Із здобуттям ним нових територій отримало сучасний зміст — територію, адміністративну одиницю поза межами центру однак з його управлінням.
Після реформ Діоклетіана (біля 293) і встановлення в імперії Тетрархії провінції входили до складу більших адміністративних одиниць — діоцезів для спрощення керування державою.

## Республіканський період
Перша римська провінція була утворена у 241 до н. е. для управління територією Сицилії, захопленої у Карфагену внаслідок Першої Пунічної війни. Згодом провінції утворювалися Римом за схожим принципом — для управління периферійними щойно захопленими територіями.
В період існування Римської республіки, намісників (магістратів) провінцій призначав сенат із числа представників сенатського або, рідше, вершницького рангу. Намісник керував провінцією один рік, інколи його повноваження продовжувались сенатом. Розподіл провінцій між майбутніми магістратами проходив на початку року за жеребкуванням або по прямому призначенню сенату. Зазвичай, у «проблемні» або стратегічно важливі провінції сенат призначав більш досвідчених та авторитетних людей — проконсулів (консулів, які завершили свій консулат) або пропреторів (колишніх преторів).

### Список провінцій республіканської епохи
Рік утворення, назва та тип правління
- 241 до н. е. Сицилія, проконсульська провінція
- 231 до н. е. Корсика й Сардинія, пропреторська провінція
- 220 до н. е. Цізальпійська Галлія, проконсульська провінція
- 197 до н. е. Ближня Іспанія і Дальня Іспанія, пропреторська провінція
- 67 до н. е. Іллірик, пропреторськая провінція
- 146 до н. е. Македонія—Ахея, пропреторська провінція
- 146 до н. е. Африка, проконсульська провінція
- 129 до н. е. Азія, проконсульська провінція
- 120 до н. е. Трансальпійська Галлія (пізніше Нарбонська Галлія), пропреторська провінція
- 74 до н. е. Віфінія, пропреторська провінція
- 74 до н. е. Крит і Киренаїка, пропреторська провінція
- 64 до н. е. Кілікія і Кіпр, пропреторська провінція
- 64 до н. е. Сирія, пропреторська провінція
- 30 до н. е. Єгипет, пропреторська провінція, керована спеціальним імператорським префектом
- 29 до н. е. Мезія, пропреторська провінція

## Римські провінції в епоху принципату

Поділ провінцій імперії на імператорські та сенатські після встановлення в Римі режиму імперії

Після встановлення в Давньому Римі режиму принципату внаслідок Громадянських війн кінця I століття до н. е., які стали завершенням періоду республіки, принцип керування провінціями дещо змінився. Відтепер провінції ділились, за рішенням імператора Октавіана Августа, на імператорські (намісника призначав сам принцепс) та сенатські (право на призначення намісника залишалося в сенату).
Імператорськими провінціями стали найбільш стратегічно та економічно важливі для імперії. Натомість, провінції залишені сенату переважно були «старими», приєднаними за часів середньої та пізньої республіки, вони були далекі від кордонів імперії, а небезпека повстання в них була мінімальною. Таким чином, на території цих провінцій було дуже мало військ, що зменшувало імовірність, що сенат спробує застосувати силу проти імператора. Як і за старих республіканських часів, намісниками в сенатських провінціях ставали проконсули та пропретори із сенатського стану, в залежності від регіону.
Імператорськими провінціями керували імператорські легати (лат. Legatus Augusti pro praetore — укр. Посланець імператора - пропретор) які були також із числа сенаторів, консулів та преторів. Виключенням був лише Єгипет, яким керували префекти — виключно представники стану вершників. Також імператор призначав прокураторів із числа вершників у деякі малі провінції.
Кількість, розмір та статус провінцій змінювалися в залежності від зовнішньої та внутрішньої політики Риму. За часів імперії великі провінції, на кордонах яких було розквартировано велику кількість військ (наприклад Паннонія, Сирія або Мезія), ділилися на дрібніші провінції для запобігання ситуації, коли в руках у одного намісника зосереджена велика військова сила, за допомогою якої він починає пробивати собі дорогу до імператорського трону. Найпопулярнішими у кандидатів в намісники були прикордонні з варварами провінції, адже завжди був шанс під час війни захопити велику кількість рабів чи майна, здобути політичний авторитет.
У 68 із 36 провінцій імперії 11 було сенатськими, 25 імперськими. Із останніх — 15 керувалося легатами, 10 прокураторами та префектом.

### Список провінцій, утворених в епоху принципату
Рік утворення, назва та тип правління
- 27 до н. е. — Ахая, відокремлена від Македонії, сенатська пропреторська провінція
- 25 до н. е. — Галатія, імператорська пропреторська провінція
- 22 до н. е. — Галлія була розділена на Галлію Аквітанську, Галлію Белгіку та Лугдунську Галлію, імператорська пропреторська провінція
- 15 до н. е. — Реція, імператорська прокураторська провінція
- близько 13 до н. е. — Дальня Іспанія була розділена на Бетіку та Лузітанію, сенаторська пропреторська та імператорська пропреторська провінція відповідно
- 12 до н. е. — Германія, втрачена 9 року н. е.
- 6 н. е. — Юдея, імператорська прокураторська провінція (перейменовано в Сирію Палестину за правління Адріана і надано статусу проконсульської провінції)
- 14 — Приморські Альпи, імператорська прокураторська провінція
- 18 — Каппадокія, імператорська пропреторська (пізніше — проконсульська) провінція
- біля 20-50 — Іллірік, розділений на Далмацію та Паннонію, імператорська проконсульська провінція
- 40 — Мавретанія Тінгітанська та Мавретанія Кесарійська, імперські прокураторські провінції
- біля 40 — Норик, імператорська прокураторська провінція
- 43 — Британія, імператорська проконсульська провінція
- 43 — Лікія та Памфілія, імператорська пропреторська провінція
- 46 — Фракія, імператорська прокураторська провінція
- біля 47 — Пеннінські Альпи, імператорська прокураторська провінція
- 63 — Котські Альпи, імператорська прокураторська провінція
- 67 — Епір, імператорська прокураторська провінція
- 72 — Коммагена приєднана до Сирії
- біля 84 — Верхня Германія та Нижня Германія, імператорські проконсульські провінції
- 85 — Моезія розділена на Нижню та Верхню, імператорські проконсульські провінції
- 105 — Аравія, імператорська пропреторська провінція
- 107 — Дакія, імператорська проконсульська провінція (розділена на Нижню та Верхню між 118 та 158 роками)
- 107 — Паннонія розділена на Нижню та Верхню, імператорські провінції (проконсульська та пропреторська відвовідно)
- біля 115 — Вірменія, Ассирія та Месопотамія, засновані Траяном, ліквідовані Адріаном у 118 році
- 166 — Із Дакії сформовані: Porolissensis, Apulensis and Malvensis, імператорські прокураторські провінції
- 193 — Сирія розділена на Сирію Фінікію та Сирію Пусту, імператорські провінції (проконсульська та пропреторська відповідно)
- 193 — Нумідія відокремлена від Африки, імператорська пропреторська провінція
- біля 197 — Месопотамія, імперська префекторська провінція
- 197 (формально біля 212 року) — Британія розділена на Нижню та Верхню, імперські провінції (пропреторська та проконсульска відповідно)
- 214 — Осроена

Чимало територій з названих вище провінцій були завойовані Римом або римськими васалами задовго до їхнього офіційного включення у склад імперії в статусі провінцій. Роки, вказані вище, показують час формального створення провінції, а не час завоювання.

## Реформи Діоклетіана

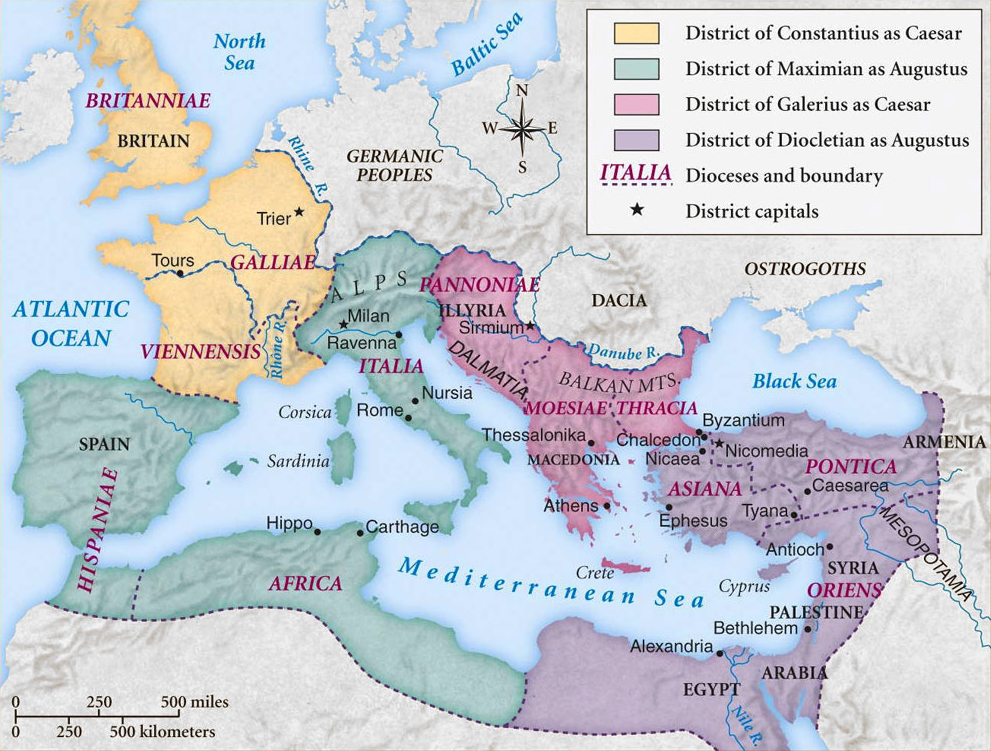
Адміністративний поділ Римської імперії часів Тетрархії

Імператор Діоклетіан кардинально реформував адміністративний поділ імперії. До кінця III століття Pax Romana переживав глибоку кризу. Влада та значення римського імператора слабнули, на престолі часто були т.з. солдатські імператори, які не мали реальної влади та політичного авторитету, імперію роздирали на шматки прояви сепаратизму окремих воєначальників (Див.: Гальська імперія, Іллірійська імперія, Пальмірське царство). Отож, Діоклетіан змушений був якось вирішити кризу, його реформа відома як Тетрархія.
Він розділив Римську імперію на дві частини: Західну та Східну. В кожній правив свій імператор — Август, який призначав собі помічника і наступника — Цезаря і надавав йому землі із своєї частини імперії. Таким чином, держава фактично дробилася на 4 частини із своїм правителем. До того ж, у 290-х роках уся імперія була заново розділена на більш, ніж 100 провінцій (провінції також були утворені в Італії, яка до цього адмініструвалася безпосередньо з Риму).
Провінціями керували чітко ієрархізовані намісники: консуляри, корректори та президи. Діоклетіан призначав цих правителів лише із стану вершників (еквітів), тим самим відтіснивши від керуванням периферією сенаторів. Були залишені у деяких регіонах проконсули (наприклад, Африка чи Азія; ці титули історично збереглися, мабуть, до кінця існування Римської імперії, хоча реального зв'язку їх колишнім значенням не збереглося).
Провінції входили до діоцезів (спочатку — 12), в яких правили вікарії. Вікарії керували своїми провінційними намісниками нижчих рангів і лише проконсули та міський префект Риму підпорядковувались напряму тетрархам. Рим залишався номінальною столицею усієї імперії, хоча кожен тетрарх переніс свою резиденцію ближче до кордонів для кращої організації опору кочівникам та ворожим сусідам.

## Устрій імперії після Костянтина Великого

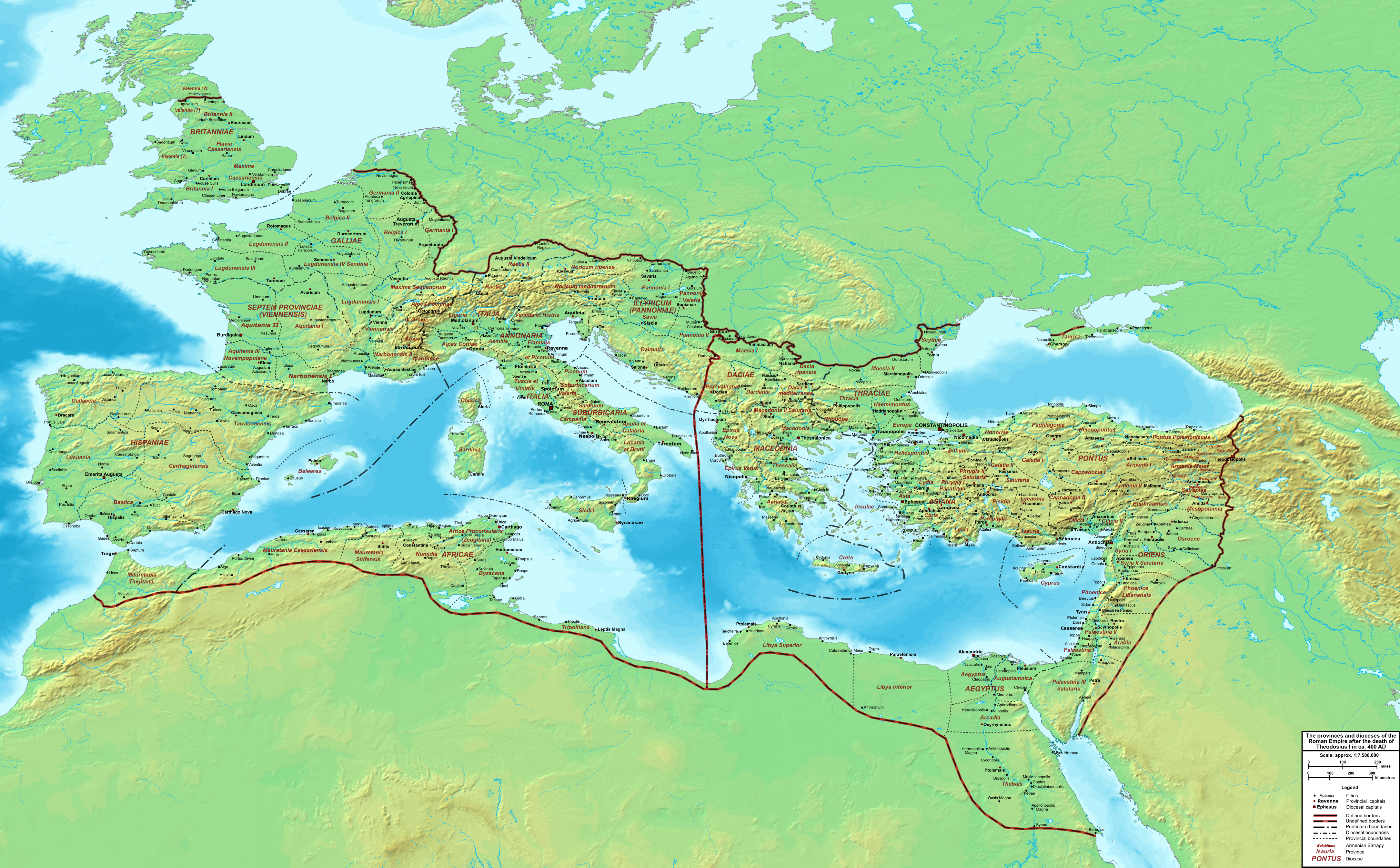
Адміністративний поділ Римської імперії, 400

Режим Тетрархії виявився недовговічним та нестабільним. Після тривалої громадянської війни початку IV століття, переможцем вийшов Костянтин, який зосередив у своїх руках усю повноту влади в імперії. Костянтин вирішив відновити у 318 році поділ імперії на 4 частини, які відтепер отримали назву префектур, якими керували префекти преторію. Як і раніше, Рим, а тепер і нова столиця — Константинополь, не входили до їх складу, управлялися префектами міста і підпорядковувались безпосередньо імператору. Кожна префектура мала у своєму складі декілька діоцезів, де правили вікарії. Вікарій Сходу називався комітом Сходу, а вікарій Єгипту — префектом Єгипту. Існувало 12 діоцезів, до кожного входило декілька провінцій (загальна їх кількість за Діоклетіана була 101, а до кінця IV століття зросла до 120). В залежності від статусу провінції, ними керували сановники різних рангів (як і при Діоклетіані — проконсули, консуляри, корректори чи президи).
Впродовж IV століття адміністративний устрій імперії декілька разів дещо змінювався. Провінції та діоцези розділювались, щоб утворити нові, префектура Іллірік скасовувалась та реформувалась, її приналежність до Сходу чи Заходу змінювалась декілька разів. Врешті-решт, остаточний поділ формально єдиної Римської імперії на Західну та Східну оформився у 395 році після смерті Феодосія Великого.